# میز د لا پلورسا
میز د لا پُلوُرُسا (به اسپانیایی: Milles de la Polvorosa) یک دهستان در اسپانیا است که در استان سامرا واقع شده‌است. میز د لا پلورسا ۱۸ کیلومتر مربع مساحت و ۲۶۵ نفر جمعیت دارد.